# Anepisceptus horridus
Anepisceptus horridus är en insektsart som först beskrevs av Hermann Burmeister 1838.  Anepisceptus horridus ingår i släktet Anepisceptus och familjen vårtbitare. Inga underarter finns listade i Catalogue of Life.